# Kalkere, Kolar
Kalkere là một làng thuộc tehsil Kolar, huyện Kolar, bang Karnataka, Ấn Độ.